# Campeonato Mundial de Voleibol Femenino Sub-20 de 2013
El XVII Campeonato Mundial de Voleibol Femenino Sub-20 fue un campeonato internacional organizado por la Federación Internacional de Voleibol que se llevó a cabo en Brno, República Checa entre el 21 y el 30 de junio de 2013. Así mismo, fue la primera edición con 20 participantes, donde los 4 primeros de cada grupo se disputaron del 1ª a 16.º lugar y los 8 mejores pasaron a cuartos de final.
China se coronó campeón al derrotar 3-0 a Japón durante la final con parciales de 25-13, 25-17 y 25-15, siendo la única selección que no perdió ningún set durante todo el campeonato.

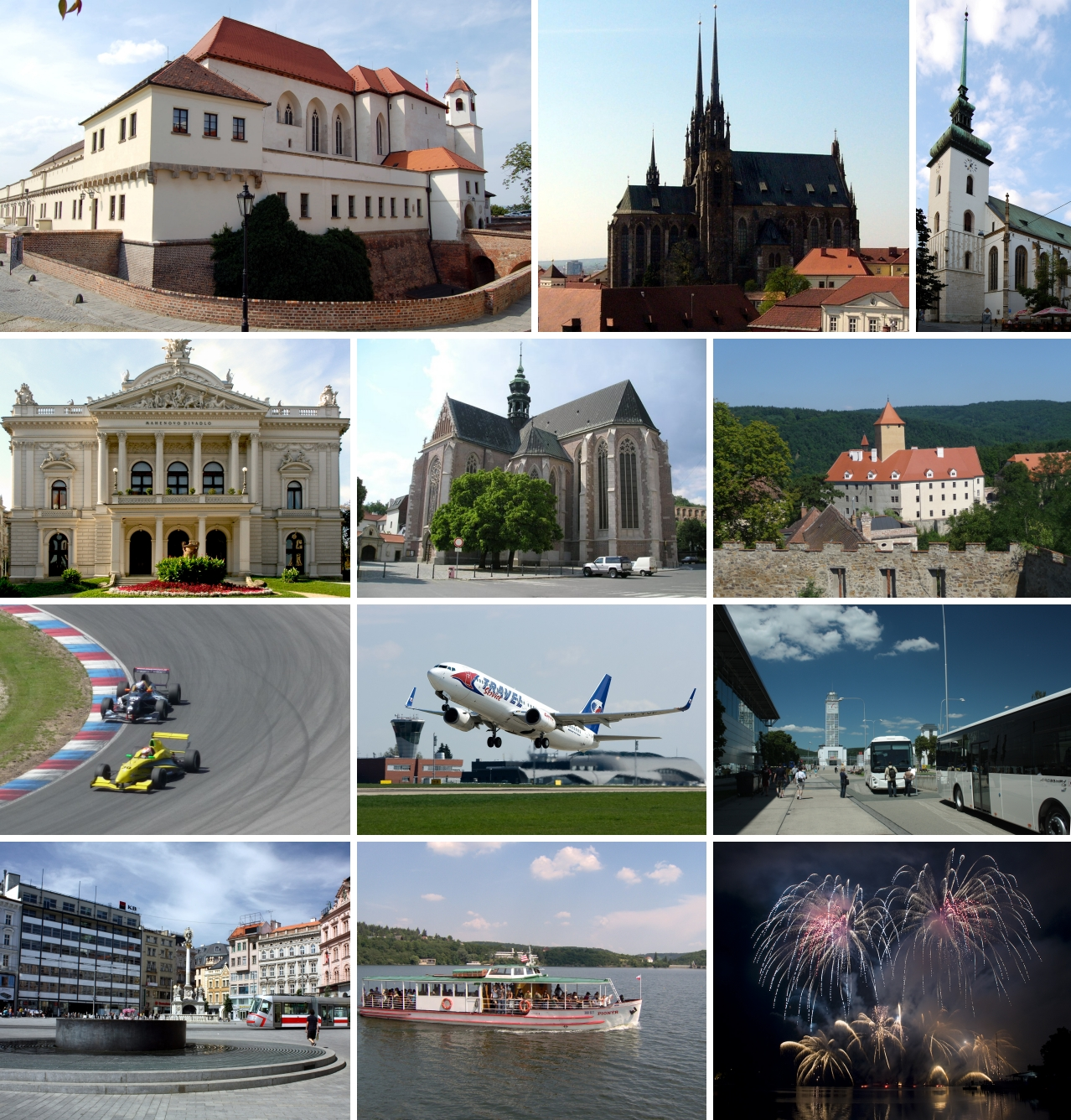
Brno Sede del XVII Campeonato Mundial de Voleibol Femenino Sub-20

## Clasificaciones
| Confederación | Método de Clasificación                                           | Fecha                     | Lugar                                                                       | Vacantes | Equipo                                         |
| ------------- | ----------------------------------------------------------------- | ------------------------- | --------------------------------------------------------------------------- | -------- | ---------------------------------------------- |
| FIVB          | Sede                                                              | 18 de marzo de 2012       | Lausana, Suiza                                                              | 1        | República Checa                                |
| AVC           | Campeonato Asiático de Voleibol Femenino Sub-20 de 2012           | 01-10 de octubre de 2012  | Nakhon Pathom , Ratchaburi, Tailandia                                       | 4        | China China Taipéi Japón Tailandia             |
| CAVB          | Campeonato Africano de Voleibol Femenino Sub-20 de 2013           | 13-15 de marzo de 2013    | Abuya, Nigeria                                                              | 3        | Egipto · Argelia · Nigeria                     |
| CEV           | Campeonato Europeo de Voleibol Femenino Sub-20 de 2012            | 18 - 26 de agosto de 2012 | Ankara, Turquía                                                             | 1        | Turquía                                        |
| CEV           | Torneo Clasificatorio Europeo de Voleibol Femenino Sub-20 de 2013 | 08-12 de agosto de 2013   | Subotica, Serbia · Cividale, Italia · Samokov, Bulgaria · Ramenskoye, Rusia | 4        | Serbia · Italia · Bulgaria · Rusia             |
| CSV           | Campeonato Sudamericano de Voleibol Femenino Sub-20 de 2012       | 17-23 de octubre de 2012  | Lima, Perú                                                                  | 3        | Brasil · Perú · Colombia                       |
| NORCECA       | Campeonato NORCECA de Voleibol Femenino Sub-20 de 2012            | 22-26 de agosto de 2012   | Managua, Nicaragua                                                          | 3        | República Dominicana · México · Estados Unidos |
| UPV           | Copa Panamericana de Voleibol Femenino Sub-20 de 2013             | 18 - 23 de marzo de 2013  | La Habana, Cuba                                                             | 1        | Puerto Rico                                    |

## Equipos participantes
| Grupo A              | Grupo B   | Grupo C        | Grupo D |
| -------------------- | --------- | -------------- | ------- |
| República Checa      | China     | Brasil         | Turquía |
| República Dominicana | Serbia    | Estados Unidos | Italia  |
| Perú                 | Japón     | México         | Egipto  |
| China Taipéi         | Tailandia | Rusia          | Argelia |
| Puerto Rico          | Colombia  | Bulgaria       | Nigeria |

## Primera fase

### Grupo A

#### Clasificación
| Pos | Equipo          | PJ | PG | PP | SF | SC | PTS |
| --- | --------------- | -- | -- | -- | -- | -- | --- |
| 1   | Rep. Dominicana | 4  | 4  | 0  | 12 | 5  | 10  |
| 2   | Perú            | 4  | 2  | 2  | 10 | 7  | 8   |
| 3   | China Taipéi    | 4  | 2  | 2  | 8  | 9  | 6   |
| 4   | República Checa | 4  | 2  | 2  | 6  | 7  | 6   |
| 5   | Puerto Rico     | 4  | 0  | 4  | 4  | 12 | 0   |

#### Clasificación para la Segunda Fase
| – | Clasificado para los octavos de finsl           |
| – | Clasificado para competir del 17° al 20° lugar. |

#### Resultados
| Fecha    |                 | Resultado |                 | Set   | Set   | Set   | Set   | Set   | Puntuación Total | Reporte |
| Fecha    | 1               | Resultado | 2               | 3     | 4     | 5     |       |       | Puntuación Total | Reporte |
| -------- | --------------- | --------- | --------------- | ----- | ----- | ----- | ----- | ----- | ---------------- | ------- |
| 21-06-13 | China Taipéi    | 3 - 2     | Perú            | 22-25 | 22-25 | 25-20 | 26-24 | 18-16 | 113-110          | P2P3    |
| 21-06-13 | República Checa | 3 - 1     | Puerto Rico     | 25-23 | 22-25 | 25-14 | 25-17 |       | 97-79            | P2P3    |
| 22-06-13 | República Checa | 0 - 3     | Rep. Dominicana | 13-25 | 22-25 | 20-25 |       |       | 55-75            | P2P3    |
| 22-06-13 | Perú            | 3 - 1     | Puerto Rico     | 24-26 | 25-20 | 25-20 | 25-20 |       | 99-86            | P2P3    |
| 23-06-13 | China Taipéi    | 3 - 1     | Puerto Rico     | 25-23 | 25-16 | 27-29 | 25-19 |       | 102-87           | P2P3    |
| 23-06-13 | Rep. Dominicana | 3 - 2     | Perú            | 18-25 | 30-28 | 22-25 | 25-14 | 15-8  | 110-100          | P2P3    |
| 24-06-13 | República Checa | 0 - 3     | Perú            | 19-25 | 18-25 | 15-25 |       |       | 52-75            | P2P3    |
| 24-06-13 | China Taipéi    | 2 - 3     | Rep. Dominicana | 25-19 | 23-25 | 19-25 | 26-24 | 8-15  | 101-108          | P2P3    |
| 25-06-13 | China Taipéi    | 0 - 3     | República Checa | 17-25 | 13-25 | 22-25 |       |       | 52-75            | P2P3    |
| 25-06-13 | Puerto Rico     | 1 - 3     | Rep. Dominicana | 17-25 | 17-25 | 25-23 | 20-25 |       | 79-98            | P2P3    |

### Grupo B

#### Clasificación
| Pos | Equipo    | PJ | PG | PP | SF | SC | PTS |
| --- | --------- | -- | -- | -- | -- | -- | --- |
| 1   | China     | 4  | 4  | 0  | 12 | 0  | 12  |
| 2   | Serbia    | 4  | 3  | 1  | 9  | 5  | 8   |
| 3   | Japón     | 4  | 2  | 2  | 8  | 7  | 7   |
| 4   | Colombia  | 4  | 1  | 3  | 3  | 9  | 3   |
| 5   | Tailandia | 4  | 0  | 4  | 1  | 12 | 0   |

#### Clasificación para la Segunda Fase
| – | Clasificado para los octavos de finsl           |
| – | Clasificado para competir del 17° al 20° lugar. |

#### Resultados
| Fecha    |          | Resultado |           | Set   | Set   | Set   | Set   | Set   | Puntuación Total | Reporte |
| Fecha    | 1        | Resultado | 2         | 3     | 4     | 5     |       |       | Puntuación Total | Reporte |
| -------- | -------- | --------- | --------- | ----- | ----- | ----- | ----- | ----- | ---------------- | ------- |
| 21-06-13 | Serbia   | 3 - 0     | Colombia  | 25-16 | 25-17 | 25-20 |       |       | 75-53            | P2P3    |
| 21-06-13 | Japón    | 3 - 1     | Tailandia | 18-25 | 25-18 | 25-16 | 25-21 |       | 93-80            | P2P3    |
| 22-06-13 | Serbia   | 0 - 3     | China     | 20-25 | 20-25 | 16-25 |       |       | 56-75            | P2P3    |
| 22-06-13 | Colombia | 0 - 3     | Japón     | 18-25 | 16-25 | 17-25 |       |       | 51-75            | P2P3    |
| 23-06-13 | Japón    | 0 - 3     | China     | 20-25 | 18-25 | 22-25 |       |       | 60-75            | P2P3    |
| 23-06-13 | Colombia | 3 - 0     | Tailandia | 25-14 | 25-17 | 25-21 |       |       | 75-52            | P2P3    |
| 24-06-13 | Serbia   | 3 - 2     | Japón     | 25-21 | 25-21 | 16-25 | 21-25 | 15-10 | 102-102          | P2P3    |
| 24-06-13 | China    | 3 - 0     | Tailandia | 25-15 | 25-10 | 25-16 |       |       | 75-41            | P2P3    |
| 25-06-13 | Serbia   | 3 - 0     | Tailandia | 25-18 | 25-15 | 25-21 |       |       | 75-54            | P2P3    |
| 25-06-13 | China    | 3 - 0     | Colombia  | 25-22 | 25-16 | 25-17 |       |       | 75-55            | P2P3    |

### Grupo C

#### Clasificación
| Pos | Equipo         | PJ | PG | PP | SF | SC | PTS |
| --- | -------------- | -- | -- | -- | -- | -- | --- |
| 1   | Brasil         | 4  | 4  | 0  | 12 | 1  | 12  |
| 2   | Rusia          | 4  | 3  | 1  | 10 | 6  | 8   |
| 3   | Bulgaria       | 4  | 1  | 3  | 6  | 9  | 4   |
| 4   | México         | 4  | 1  | 3  | 6  | 11 | 3   |
| 5   | Estados Unidos | 4  | 1  | 3  | 3  | 10 | 3   |

#### Clasificación para la Segunda Fase
| – | Clasificado para los octavos de finsl           |
| – | Clasificado para competir del 17° al 20° lugar. |

#### Resultados
| Fecha    |                | Resultado |                | Set   | Set   | Set   | Set   | Set   | Puntuación Total | Reporte |
| Fecha    | 1              | Resultado | 2              | 3     | 4     | 5     |       |       | Puntuación Total | Reporte |
| -------- | -------------- | --------- | -------------- | ----- | ----- | ----- | ----- | ----- | ---------------- | ------- |
| 21-06-13 | Estados Unidos | 0 - 3     | Bulgaria       | 12-25 | 21-25 | 17-25 |       |       | 50-75            | P2P3    |
| 21-06-13 | Rusia          | 3 - 2     | México         | 24-26 | 25-22 | 24-26 | 25-19 | 15-9  | 113-102          | P2P3    |
| 22-06-13 | Bulgaria       | 2 - 3     | México         | 25-22 | 18-25 | 25-16 | 20-25 | 11-15 | 99-103           | P2P3    |
| 22-06-13 | Brasil         | 3 - 0     | Estados Unidos | 25-17 | 25-18 | 25-22 |       |       | 75-57            | P2P3    |
| 23-06-13 | Brasil         | 3 - 0     | México         | 25-23 | 25-16 | 25-15 |       |       | 75-54            | P2P3    |
| 23-06-13 | Rusia          | 3 - 1     | Bulgaria       | 25-20 | 25-19 | 22-25 | 25-23 |       | 97-87            | P2P3    |
| 24-06-13 | Brasil         | 3 - 1     | Rusia          | 25-16 | 25-23 | 20-25 | 25-19 |       | 95-83            | P2P3    |
| 24-06-13 | México         | 1 - 3     | Estados Unidos | 27-29 | 25-19 | 25-27 | 22-25 |       | 100-99           | P2P3    |
| 25-06-13 | Brasil         | 3 - 0     | Bulgaria       | 25-11 | 25-11 | 26-24 |       |       | 76-46            | P2P3    |
| 25-06-13 | Estados Unidos | 0 - 3     | Rusia          | 18-25 | 14-25 | 20-25 |       |       | 52-75            | P2P3    |

### Grupo D

#### Clasificación
| Pos | Equipo  | PJ | PG | PP | SF | SC | PTS |
| --- | ------- | -- | -- | -- | -- | -- | --- |
| 1   | Turquía | 4  | 4  | 0  | 12 | 2  | 11  |
| 2   | Italia  | 4  | 3  | 1  | 11 | 3  | 7   |
| 3   | Egipto  | 4  | 2  | 2  | 6  | 6  | 6   |
| 4   | Argelia | 4  | 1  | 3  | 3  | 11 | 2   |
| 5   | Nigeria | 4  | 0  | 4  | 2  | 12 | 1   |

#### Clasificación para la Segunda Fase
| – | Clasificado para los octavos de finsl           |
| – | Clasificado para competir del 17° al 20° lugar. |

#### Resultados
| Fecha    |         | Resultado |         | Set   | Set   | Set   | Set   | Set  | Puntuación Total | Reporte |
| Fecha    | 1       | Resultado | 2       | 3     | 4     | 5     |       |      | Puntuación Total | Reporte |
| -------- | ------- | --------- | ------- | ----- | ----- | ----- | ----- | ---- | ---------------- | ------- |
| 21-06-13 | Nigeria | 0 - 3     | Turquía | 15-25 | 10-25 | 08-25 |       |      | 33-75            | P2P3    |
| 21-06-13 | Egipto  | 3 - 0     | Argelia | 25-21 | 25-16 | 25-20 |       |      | 75-57            | P2P3    |
| 22-06-13 | Nigeria | 0 - 3     | Egipto  | 09-25 | 18-25 | 11-25 |       |      | 38-75            | P2P3    |
| 22-06-13 | Italia  | 2 - 3     | Turquía | 25-21 | 23-25 | 21-25 | 26-24 | 9-15 | 104-110          | P2P3    |
| 23-06-13 | Italia  | 3 - 0     | Egipto  | 25-17 | 25-23 | 25-16 |       |      | 75-56            | P2P3    |
| 23-06-13 | Nigeria | 2 - 3     | Argelia | 26-24 | 25-19 | 16-25 | 18 25 | 7-15 | 92-108           | P2P3    |
| 24-06-13 | Italia  | 3 - 0     | Argelia | 25-12 | 25-09 | 25-09 |       |      | 75-30            | P2P3    |
| 24-06-13 | Turquía | 3 - 0     | Egipto  | 25-12 | 25-12 | 25-13 |       |      | 75-37            | P2P3    |
| 25-06-13 | Turquía | 3 - 0     | Argelia | 25-18 | 25-14 | 25-15 |       |      | 75-47            | P2P3    |
| 25-06-13 | Italia  | 3 - 0     | Nigeria | 25-06 | 25-11 | 25-07 |       |      | 75-24            | P2P3    |

## Fase final

### 1° y 3° puesto
|  | Octavos de final | Octavos de final |                 |        | Cuartos de final | Cuartos de final |  |        | Semifinales | Semifinales |        |              | Final        | Final    |  |
|  | 27-06-13         | 27-06-13         |                 |        | 28-06-13         | 28-06-13         |  |        | 29-06-13    | 29-06-13    |        |              | 30-06-13     | 30-06-13 |  |
|  |                  |                  |                 |        |                  |                  |  |        |             |             |        |              |              |          |  |
|  |                  |                  |                 |        |                  |                  |  |        |             |             |        |              |              |          |  |
|  | China            | 3                |                 |        |                  |                  |  |        |             |             |        |              |              |          |  |
|  | China            | 3                |                 |        |                  |                  |  |        |             |             |        |              |              |          |  |
|  | República Checa  | 0                |                 |        |                  |                  |  |        |             |             |        |              |              |          |  |
|  | República Checa  | 0                |                 | China  | 3                |                  |  |        |             |             |        |              |              |          |  |
|  |                  |                  |                 | China  | 3                |                  |  |        |             |             |        |              |              |          |  |
|  |                  |                  | Rusia           | 0      |                  |                  |  |        |             |             |        |              |              |          |  |
|  | Egipto           | 0                | Rusia           | 0      |                  |                  |  |        |             |             |        |              |              |          |  |
|  | Egipto           | 0                |                 |        |                  |                  |  |        |             |             |        |              |              |          |  |
|  | Rusia            | 3                |                 |        |                  |                  |  |        |             |             |        |              |              |          |  |
|  | Rusia            | 3                |                 |        |                  |                  |  | China  | 3           |             |        |              |              |          |  |
|  |                  |                  |                 |        |                  |                  |  | China  | 3           |             |        |              |              |          |  |
|  |                  |                  | Brasil          | 0      |                  |                  |  |        |             |             |        |              |              |          |  |
|  | Brasil           | 3                | Brasil          | 0      |                  |                  |  |        |             |             |        |              |              |          |  |
|  | Brasil           | 3                |                 |        |                  |                  |  |        |             |             |        |              |              |          |  |
|  | Argelia          | 0                |                 |        |                  |                  |  |        |             |             |        |              |              |          |  |
|  | Argelia          | 0                |                 | Brasil | 3                |                  |  |        |             |             |        |              |              |          |  |
|  |                  |                  |                 | Brasil | 3                |                  |  |        |             |             |        |              |              |          |  |
|  |                  |                  | Serbia          | 0      |                  |                  |  |        |             |             |        |              |              |          |  |
|  | Serbia           | 3                | Serbia          | 0      |                  |                  |  |        |             |             |        |              |              |          |  |
|  | Serbia           | 3                |                 |        |                  |                  |  |        |             |             |        |              |              |          |  |
|  | China Taipéi     | 0                |                 |        |                  |                  |  |        |             |             |        |              |              |          |  |
|  | China Taipéi     | 0                |                 |        |                  |                  |  |        |             |             |        | China        | 3            |          |  |
|  |                  |                  |                 |        |                  |                  |  |        |             |             |        | China        | 3            |          |  |
|  |                  |                  | Japón           | 0      |                  |                  |  |        |             |             |        |              |              |          |  |
|  | Italia           | 3                | Japón           | 0      |                  |                  |  |        |             |             |        |              |              |          |  |
|  | Italia           | 3                |                 |        |                  |                  |  |        |             |             |        |              |              |          |  |
|  | Bulgaria         | 1                |                 |        |                  |                  |  |        |             |             |        |              |              |          |  |
|  | Bulgaria         | 1                |                 | Italia | 3                |                  |  |        |             |             |        |              |              |          |  |
|  |                  |                  |                 | Italia | 3                |                  |  |        |             |             |        |              |              |          |  |
|  |                  |                  | Rep. Dominicana | 0      |                  |                  |  |        |             |             |        |              |              |          |  |
|  | Rep. Dominicana  | 3                | Rep. Dominicana | 0      |                  |                  |  |        |             |             |        |              |              |          |  |
|  | Rep. Dominicana  | 3                |                 |        |                  |                  |  |        |             |             |        |              |              |          |  |
|  | Colombia         | 1                |                 |        |                  |                  |  |        |             |             |        |              |              |          |  |
|  | Colombia         | 1                |                 |        |                  |                  |  | Italia | 1           |             |        |              |              |          |  |
|  |                  |                  |                 |        |                  |                  |  | Italia | 1           |             |        |              |              |          |  |
|  |                  |                  | Japón           | 3      |                  |                  |  |        |             |             |        |              |              |          |  |
|  | Perú             | 0                | Japón           | 3      |                  |                  |  |        |             |             |        |              |              |          |  |
|  | Perú             | 0                |                 |        |                  |                  |  |        |             |             |        |              |              |          |  |
|  | Japón            | 3                |                 |        |                  |                  |  |        |             |             |        |              |              |          |  |
|  | Japón            | 3                |                 | Japón  | 3                |                  |  |        |             |             |        | Tercer lugar | Tercer lugar |          |  |
|  |                  |                  |                 | Japón  | 3                |                  |  |        |             |             |        | Tercer lugar | Tercer lugar |          |  |
|  |                  |                  | Turquía         | 0      |                  |                  |  |        |             |             |        |              |              |          |  |
|  | Turquía          | 3                | Turquía         | 0      |                  |                  |  |        |             |             | Brasil | 3            |              |          |  |
|  | Turquía          | 3                |                 |        |                  |                  |  |        |             |             | Brasil | 3            |              |          |  |
|  | México           | 0                |                 |        |                  |                  |  |        |             |             |        |              | Italia       | 0        |  |
|  | México           | 0                |                 |        |                  |                  |  |        |             |             |        |              | Italia       | 0        |  |
|  |                  |                  |                 |        |                  |                  |  |        |             |             |        |              |              |          |  |

### Ronda de 16
| Fecha    |                 | Resultado |                 | Set   | Set   | Set   | Set   | Set | Puntuación Total | Reporte |
| Fecha    | 1               | Resultado | 2               | 3     | 4     | 5     |       |     | Puntuación Total | Reporte |
| -------- | --------------- | --------- | --------------- | ----- | ----- | ----- | ----- | --- | ---------------- | ------- |
| 26-06-13 | China           | 3 - 0     | República Checa | 25-22 | 25-13 | 25-17 |       |     | 75-52            | P2P3    |
| 26-06-13 | Rusia           | 3 - 0     | Egipto          | 25-14 | 26-24 | 25-13 |       |     | 76-51            | P2P3    |
| 26-06-13 | Brasil          | 3 - 0     | Argelia         | 25-10 | 25-11 | 25-13 |       |     | 75-34            | P2P3    |
| 26-06-13 | Serbia          | 3 - 0     | China Taipéi    | 25-15 | 25-18 | 25-20 |       |     | 75-53            | P2P3    |
| 26-06-13 | Italia          | 3 - 1     | Bulgaria        | 23-25 | 25-18 | 25-14 | 25-16 |     | 98-73            | P2P3    |
| 26-06-13 | Rep. Dominicana | 3 - 1     | Colombia        | 20-25 | 25-19 | 25-20 | 25-17 |     | 95-81            | P2P3    |
| 26-06-13 | Perú            | 0 - 3     | Japón           | 20-25 | 25-27 | 19-25 |       |     | 64-77            | P2P3    |
| 26-06-13 | Turquía         | 3 - 0     | México          | 25-14 | 25-20 | 25-23 |       |     | 75-57            | P2P3    |

### Cuartos de final
| Fecha    |        | Resultado |                 | Set   | Set   | Set   | Set | Set | Puntuación Total | Reporte |
| Fecha    | 1      | Resultado | 2               | 3     | 4     | 5     |     |     | Puntuación Total | Reporte |
| -------- | ------ | --------- | --------------- | ----- | ----- | ----- | --- | --- | ---------------- | ------- |
| 28-06-13 | China  | 3 - 0     | Rusia           | 25-21 | 25-22 | 26-24 |     |     | 76-67            | P2P3    |
| 28-06-13 | Brasil | 3 - 0     | Serbia          | 25-23 | 25-20 | 26-24 |     |     | 76-67            | P2P3    |
| 28-06-13 | Italia | 3 - 0     | Rep. Dominicana | 25-18 | 25-20 | 25-22 |     |     | 75-60            | P2P3    |
| 28-06-13 | Japón  | 3 - 0     | Turquía         | 25-19 | 25-23 | 25-21 |     |     | 75-63            | P2P3    |

### Semifinal
| Fecha    |        | Resultado |        | Set   | Set   | Set   | Set   | Set | Puntuación Total | Reporte |
| Fecha    | 1      | Resultado | 2      | 3     | 4     | 5     |       |     | Puntuación Total | Reporte |
| -------- | ------ | --------- | ------ | ----- | ----- | ----- | ----- | --- | ---------------- | ------- |
| 29-06-13 | China  | 3 - 0     | Brasil | 25-16 | 25-16 | 25-22 |       |     | 75-54            | P2P3    |
| 29-06-13 | Italia | 1 - 3     | Japón  | 19-25 | 15-25 | 25-21 | 17-25 |     | 76-96            | P2P3    |

### Tercer lugar
| Fecha    |        | Resultado |        | Set   | Set   | Set   | Set | Set | Puntuación Total | Reporte |
| Fecha    | 1      | Resultado | 2      | 3     | 4     | 5     |     |     | Puntuación Total | Reporte |
| -------- | ------ | --------- | ------ | ----- | ----- | ----- | --- | --- | ---------------- | ------- |
| 30-06-13 | Brasil | 3 - 0     | Italia | 28-26 | 25-21 | 25-18 |     |     | 78-65            | P2P3    |

### Final
| Fecha    |       | Resultado |       | Set   | Set   | Set   | Set | Set | Puntuación Total | Reporte |
| Fecha    | 1     | Resultado | 2     | 3     | 4     | 5     |     |     | Puntuación Total | Reporte |
| -------- | ----- | --------- | ----- | ----- | ----- | ----- | --- | --- | ---------------- | ------- |
| 30-06-13 | China | 3 - 0     | Japón | 25-13 | 25-17 | 25-15 |     |     | 75-45            | P2P3    |

### 5° y 7° puesto
|  | Semifinales     | Semifinales |         |       | 5º puesto       | 5º puesto |  |
|  |                 |             |         |       |                 |           |  |
|  |                 |             |         |       |                 |           |  |
|  | Rusia           | 3           |         |       |                 |           |  |
|  | Rusia           | 3           |         |       |                 |           |  |
|  | Serbia          | 1           |         |       |                 |           |  |
|  | Serbia          | 1           |         | Rusia | 1               |           |  |
|  |                 |             |         | Rusia | 1               |           |  |
|  |                 |             | Turquía | 3     |                 |           |  |
|  | Rep. Dominicana | 2           | Turquía | 3     |                 |           |  |
|  | Rep. Dominicana | 2           |         |       |                 |           |  |
|  | Turquía         | 3           |         |       | 7º puesto       | 7º puesto |  |
|  | Turquía         | 3           |         |       | 7º puesto       | 7º puesto |  |
|  |                 |             |         |       |                 |           |  |
|  |                 |             |         |       | Serbia          | 3         |  |
|  |                 |             |         |       | Serbia          | 3         |  |
|  |                 |             |         |       | Rep. Dominicana | 0         |  |
|  |                 |             |         |       | Rep. Dominicana | 0         |  |
|  |                 |             |         |       |                 |           |  |

### Clasificación 5°-8°
| Fecha    |                 | Resultado |         | Set   | Set   | Set   | Set   | Set   | Puntuación Total | Reporte |
| Fecha    | 1               | Resultado | 2       | 3     | 4     | 5     |       |       | Puntuación Total | Reporte |
| -------- | --------------- | --------- | ------- | ----- | ----- | ----- | ----- | ----- | ---------------- | ------- |
| 29-06-13 | Rusia           | 3 - 1     | Serbia  | 19-25 | 25-19 | 25-18 | 29-27 |       | 98-89            | P2P3    |
| 29-06-13 | Rep. Dominicana | 2 - 3     | Turquía | 24-26 | 25-21 | 19-25 | 25-19 | 13-15 | 106-106          | P2P3    |

### Clasificación 7° puesto
| Fecha    |        | Resultado |                      | Set   | Set   | Set   | Set | Set | Puntuación Total | Reporte |
| Fecha    | 1      | Resultado | 2                    | 3     | 4     | 5     |     |     | Puntuación Total | Reporte |
| -------- | ------ | --------- | -------------------- | ----- | ----- | ----- | --- | --- | ---------------- | ------- |
| 30-06-13 | Serbia | 3 - 0     | República Dominicana | 25-22 | 25-10 | 25-21 |     |     | 75-53            | P2P3    |

### Clasificación 5° puesto
| Fecha    |       | Resultado |         | Set   | Set   | Set   | Set   | Set | Puntuación Total | Reporte |
| Fecha    | 1     | Resultado | 2       | 3     | 4     | 5     |       |     | Puntuación Total | Reporte |
| -------- | ----- | --------- | ------- | ----- | ----- | ----- | ----- | --- | ---------------- | ------- |
| 30-06-13 | Rusia | 1 - 3     | Turquía | 23-25 | 25-10 | 17-25 | 16-25 |     | 81-85            | P2P3    |

### 9° y 11° puesto
|  | Cuartos de final | Cuartos de final |                 |      | Semifinal       | Semifinal  |  |  | 9º puesto | 9º puesto |
|  |                  |                  |                 |      |                 |            |  |  |           |           |
|  | 28-06-13         |                  |                 |      |                 |            |  |  |           |           |
|  |                  |                  |                 |      |                 |            |  |  |           |           |
|  | República Checa  | 3                |                 |      |                 |            |  |  |           |           |
|  | República Checa  | 3                | 29-06-13        |      |                 |            |  |  |           |           |
|  | Egipto           | 2                |                 |      |                 |            |  |  |           |           |
|  | Egipto           | 2                | República Checa | 0    |                 |            |  |  |           |           |
|  | 28-06-13         |                  | República Checa | 0    |                 |            |  |  |           |           |
|  |                  | China Taipéi     | 3               |      |                 |            |  |  |           |           |
|  | Argelia          | China Taipéi     | 3               | 0    |                 |            |  |  |           |           |
|  | Argelia          |                  | 30-06-13        | 0    |                 |            |  |  |           |           |
|  | China Taipéi     | 3                |                 |      |                 |            |  |  |           |           |
|  | China Taipéi     | 3                | China Taipéi    | 0    |                 |            |  |  |           |           |
|  | 28-06-13         |                  | China Taipéi    | 0    |                 |            |  |  |           |           |
|  |                  | Bulgaria         | 3               |      |                 |            |  |  |           |           |
|  | Bulgaria         | Bulgaria         | 3               | 3    |                 |            |  |  |           |           |
|  | Bulgaria         | 29-06-13         |                 | 3    |                 |            |  |  |           |           |
|  | Colombia         | 2                |                 |      |                 |            |  |  |           |           |
|  | Colombia         | 2                | Bulgaria        | 3    | 11º puesto      | 11º puesto |  |  |           |           |
|  | 28-06-13         |                  | Bulgaria        | 3    | 11º puesto      | 11º puesto |  |  |           |           |
|  |                  | Perú             | 0               |      |                 |            |  |  |           |           |
|  | Perú             | Perú             | 0               | 3    | República Checa | 3          |  |  |           |           |
|  | Perú             |                  |                 | 3    | República Checa | 3          |  |  |           |           |
|  | México           | 2                |                 | Perú | 2               |            |  |  |           |           |
|  | México           | 2                |                 |      | 2               |            |  |  |           |           |
|  |                  |                  |                 |      |                 |            |  |  | 30-06-13  |           |
|  |                  |                  |                 |      |                 |            |  |  |           |           |

### Clasificación 9°-16°
| Fecha    |                 | Resultado |              | Set   | Set   | Set   | Set   | Set   | Puntuación Total | Reporte |
| Fecha    | 1               | Resultado | 2            | 3     | 4     | 5     |       |       | Puntuación Total | Reporte |
| -------- | --------------- | --------- | ------------ | ----- | ----- | ----- | ----- | ----- | ---------------- | ------- |
| 28-06-13 | República Checa | 3-2       | Egipto       | 25-13 | 25-23 | 24-26 | 19-25 | 15-12 | 108-99           | P2P3    |
| 28-06-13 | Argelia         | 0-3       | China Taipéi | 07-25 | 10-25 | 13-25 |       |       | 30-75            | P2P3    |
| 28-06-13 | Bulgaria        | 3-2       | Colombia     | 07-25 | 25-23 | 11-25 | 27-25 | 15-11 | 85-109           | P2P3    |
| 28-06-13 | Perú            | 3-2       | México       | 25-16 | 25-15 | 17-25 | 15-25 | 15-12 | 97-93            | P2P3    |

### Clasificación 9°-12°
| Fecha    |                 | Resultado |              | Set   | Set   | Set   | Set | Set | Puntuación Total | Reporte |
| Fecha    | 1               | Resultado | 2            | 3     | 4     | 5     |     |     | Puntuación Total | Reporte |
| -------- | --------------- | --------- | ------------ | ----- | ----- | ----- | --- | --- | ---------------- | ------- |
| 29-06-13 | República Checa | 0-3       | China Taipéi | 20-25 | 20-25 | 21-25 |     |     | 61-75            | P2P3    |
| 29-06-13 | Bulgaria        | 3-0       | Perú         | 27-25 | 25-17 | 25-21 |     |     | 77-63            | P2P3    |

### Clasificación 11°
| Fecha    |                 | Resultado |      | Set   | Set   | Set   | Set   | Set   | Puntuación Total | Reporte |
| Fecha    | 1               | Resultado | 2    | 3     | 4     | 5     |       |       | Puntuación Total | Reporte |
| -------- | --------------- | --------- | ---- | ----- | ----- | ----- | ----- | ----- | ---------------- | ------- |
| 30-06-13 | República Checa | 3-2       | Perú | 19-25 | 22-25 | 25-20 | 25-23 | 17-15 | 108-108          | P2P3    |

### Clasificación 9°
| Fecha    |              | Resultado |          | Set   | Set   | Set   | Set | Set | Puntuación Total | Reporte |
| Fecha    | 1            | Resultado | 2        | 3     | 4     | 5     |     |     | Puntuación Total | Reporte |
| -------- | ------------ | --------- | -------- | ----- | ----- | ----- | --- | --- | ---------------- | ------- |
| 30-06-13 | China Taipéi | 0-3       | Bulgaria | 22-25 | 13-25 | 20-25 |     |     | 55-75            | P2P3    |

### 13° y 16° puesto
|  | Semifinales | Semifinales |          |        | 13º puesto | 13º puesto |  |
|  |             |             |          |        |            |            |  |
|  |             |             |          |        |            |            |  |
|  | Egipto      | 3           |          |        |            |            |  |
|  | Egipto      | 3           |          |        |            |            |  |
|  | Argelia     | 0           |          |        |            |            |  |
|  | Argelia     | 0           |          | Egipto | 0          |            |  |
|  |             |             |          | Egipto | 0          |            |  |
|  |             |             | Colombia | 3      |            |            |  |
|  | Colombia    | 3           | Colombia | 3      |            |            |  |
|  | Colombia    | 3           |          |        |            |            |  |
|  | México      | 1           |          |        | 15º puesto | 15º puesto |  |
|  | México      | 1           |          |        | 15º puesto | 15º puesto |  |
|  |             |             |          |        |            |            |  |
|  |             |             |          |        | Argelia    | 0          |  |
|  |             |             |          |        | Argelia    | 0          |  |
|  |             |             |          |        | México     | 3          |  |
|  |             |             |          |        | México     | 3          |  |
|  |             |             |          |        |            |            |  |

### Clasificación 13°-16°
| Fecha    |          | Resultado |         | Set   | Set   | Set   | Set   | Set | Puntuación Total | Reporte |
| Fecha    | 1        | Resultado | 2       | 3     | 4     | 5     |       |     | Puntuación Total | Reporte |
| -------- | -------- | --------- | ------- | ----- | ----- | ----- | ----- | --- | ---------------- | ------- |
| 29-06-13 | Egipto   | 3 - 0     | Argelia | 25-14 | 25-21 | 25-17 |       |     | 75-52            | P2P3    |
| 29-06-13 | Colombia | 3 - 1     | México  | 20-25 | 25-19 | 25-14 | 25-16 |     | 95-74            | P2P3    |

### Clasificación 15°
| Fecha    |         | Resultado |        | Set   | Set   | Set   | Set | Set | Puntuación Total | Reporte |
| Fecha    | 1       | Resultado | 2      | 3     | 4     | 5     |     |     | Puntuación Total | Reporte |
| -------- | ------- | --------- | ------ | ----- | ----- | ----- | --- | --- | ---------------- | ------- |
| 30-06-13 | Argelia | 0 - 3     | México | 11-25 | 17-25 | 15-25 |     |     | 43-75            | P2P3    |

### Clasificación 13°
| Fecha    |        | Resultado |          | Set   | Set   | Set   | Set | Set | Puntuación Total | Reporte |
| Fecha    | 1      | Resultado | 2        | 3     | 4     | 5     |     |     | Puntuación Total | Reporte |
| -------- | ------ | --------- | -------- | ----- | ----- | ----- | --- | --- | ---------------- | ------- |
| 30-06-13 | Egipto | 0 - 3     | Colombia | 13-25 | 18-25 | 22-25 |     |     | 53-75            | P2P3    |

### Clasificación
| Pos | Equipo         | PJ | PG | PP | SF | SC | PTS |
| --- | -------------- | -- | -- | -- | -- | -- | --- |
| 17  | Estados Unidos | 3  | 3  | 0  | 9  | 1  | 9   |
| 18  | Tailandia      | 3  | 2  | 1  | 7  | 3  | 6   |
| 19  | Puerto Rico    | 3  | 1  | 2  | 3  | 6  | 3   |
| 20  | Nigeria        | 3  | 0  | 3  | 0  | 9  | 0   |

### Resultados
| Fecha    |                | Resultado |                | Set   | Set   | Set   | Set   | Set | Puntuación Total | Reporte |
| Fecha    | 1              | Resultado | 2              | 3     | 4     | 5     |       |     | Puntuación Total | Reporte |
| -------- | -------------- | --------- | -------------- | ----- | ----- | ----- | ----- | --- | ---------------- | ------- |
| 28-06-13 | Puerto Rico    | 3 - 0     | Nigeria        | 25-21 | 25-18 | 25-13 |       |     | 75-52            | P2P3    |
| 28-06-13 | Tailandia      | 1 - 3     | Estados Unidos | 23-25 | 25-23 | 17-25 | 22-25 |     | 87-98            | P2P3    |
| 29-06-13 | Puerto Rico    | 0 - 3     | Tailandia      | 22-25 | 20-25 | 25-27 |       |     | 67-77            | P2P3    |
| 29-06-13 | Nigeria        | 0 - 3     | Estados Unidos | 08-25 | 12-25 | 15-25 |       |     | 35-75            | P2P3    |
| 30-06-13 | Estados Unidos | 3 - 0     | Puerto Rico    | 25-15 | 25-22 | 25-18 |       |     | 75-55            | P2P3    |
| 30-06-13 | Tailandia      | 3 - 0     | Nigeria        | 25-16 | 25-09 | 25-11 |       |     | 75-36            | P2P3    |

## Podio
| Bandera de la República Popular China |
| Campeón                               |
| China 2º título                       |

| Bandera de Japón |
| Sub-Campeón      |
| Japón            |

| Bandera de Brasil |
| 3º Lugar          |
| Brasil            |

## Clasificación General
| Pos | Equipo               |
| --- | -------------------- |
|     | China                |
|     | Japón                |
|     | Brasil               |
| 4   | Italia               |
| 5   | Turquía              |
| 6   | Rusia                |
| 7   | Serbia               |
| 8   | República Dominicana |
| 9   | Bulgaria             |
| 10  | China Taipéi         |
| 11  | República Checa      |
| 12  | Perú                 |
| 13  | Colombia             |
| 14  | Egipto               |
| 15  | México               |
| 16  | Argelia              |
| 17  | Estados Unidos       |
| 18  | Tailandia            |
| 19  | Puerto Rico          |
| 20  | Nigeria              |

## Equipo Estrella
| - Most Valuable Player - Zhu Ting (CHN) - Mejor Punta - Zhu Ting (CHN) - Gabriela Braga Guimarães (BRA) - Mejor Opuesta - Ceyda Aktas (TUR) | - Mejor Armadora - Sladjana Mirkovic (SER) - Mejor Central - Valquíria Carboni (BRA) - Irina Fetisova (RUS) - Mejor Líbero - Manami Kojima (JAP) |

### Mejores Jugadoras
| - Mejor Anotadora - Zhu Ting (CHN) - Brayelin MartÍnez (DOM) - Mejor Atacante - Zhu Ting (CHN) - Mejor Bloqueador - Valquíria Carboni (BRA) - Mejor Sacadora - Elena Perinelli (ITA) | - Mejor Defensa - Perihan Eldeeb (EGY) - Mejor Armadora - Sladjana Mirkovic (SER) - Mejor Recepción - Lisbeth Sainz (MEX) |